# Зашибалов, Михаил Арсентьевич
Михаил Арсентьевич Зашибалов (9 [21] ноября 1898, д. Князево, Тверская губерния — 20 августа 1986, Ленинград) — советский военачальник, генерал-майор (21.04.1943). Герой Советского Союза (21.03.1940).

## Молодость
Михаил Арсентьевич Зашибалов родился 9 (21) ноября 1898 года в деревне Князево Тверской губернии в крестьянской семье. Окончил четыре класса.
В феврале 1917 года призван в Русскую императорскую армию. Служил рядовым в 176-м пехотном запасном полку в Красном Селе и с сентября — в 1-м пулемётном полку в Петрограде. Участник Октябрьской революции 1917 года, принимал участие в штурме Зимнего дворца. С февраля 1918 года состоял в 1-м Коммунистическом отряде петроградских рабочих Красной Гвардии, командир взвода и роты. 

## Гражданская война
Участвовал в Гражданской войне с лета 1918 года, когда в составе 1-го Коммунистического отряда подавлял антисоветское восстание в Ростове. При этом был ранен.
С декабря 1918 года служил в РККА, став командиром батальона 169-го стрелкового полка в 7-й армии, воевал против финских и эстонских войск. С марта 1919 года на учёбе, в сентябре окончил Московскую военную тактическую стрелковую школу. С сентября 1919 — командир роты 107-го стрелкового полка 7-й армии, участник боевых действий против Северо-Западной армии генерала Н. Н. Юденича и обороны Петрограда. В этих боях проявил храбрость, а также был ранен во второй раз. После госпиталя, с апреля 1920 — командир батальона 248-го стрелкового полка 11-й армии (полк находился в Баку). С мая 1920 — командир роты и батальона 101-го стрелкового полка 12-й стрелковой дивизии 4-й армии Западного фронта, участвовал в советско-польской войне. Когда после поражения РККА в Варшавской битве был интернирован в Восточной Пруссии, через несколько дней пребывания в лагере для интернированных в сентябре 1920 года организовал групповой побег, прошёл с красноармейцами через Восточную Пруссию и Литву и добрался до красного фронта. В октябре-ноябре в составе 101-го стрелкового полка воевал на Южном фронте против Русской армии П. Н. Врангеля и участвовал в Перекопско-Чонгарской операции.

## Межвоенное время
С мая 1921 года командовал ротой 184-го отдельного пограничного батальона войск ВЧК на границе с Румынией в районе Тирасполя. С декабря 1921 — командир роты и батальона 153-го стрелкового полка 51-й стрелковой дивизии Украинского военного округа. 
С января 1924 (по другим источникам, 1925-го) года — участник борьбы с басмачеством, будучи направлен в 9-й Туркестанский стрелковый полк. В нём был командиром роты, начальником полковой школы, командиром учебного батальона, врид начальника штаба полка и врид командира полка. Провёл много боевых операций против басмачей в Восточной Бухаре, под Файзабадом, Обигармом, Кулябом, Термезом.   
В 1929 году окончил курсы усовершенствования комсостава «Выстрел». С декабря 1930 года — командир батальона курсантов 7-й Сталинградской военной школы лётчиков, с апреля 1932 года — помощник начальника штаба этой школы, с ноября 1932 — помощник начальника штаба 2-й военной школы авиационных техников в Вольске, с января 1936 года — помощник начальника школы по учебно-строевой части. При этом также в 1934 году окончил курсы усовершенствования комсостава при Военно-воздушной академии РККА им. проф. Н. Е. Жуковского. В 1931 году вступил в ряды ВКП(б).
В 1937 году майор Зашибалов заочно окончил Военную академию РККА имени М. В. Фрунзе. С апреля 1938 года — командир 256-го стрелкового полка 169-й стрелковой дивизии.
Участвовал в советско-финской войне. Командир 169-го мотострелкового полка (86-я мотострелковая дивизия, 7-я армия, Северо-Западный фронт) полковник Михаил Арсентьевич Зашибалов вместе с полком форсировал Финский залив и атаковал противника северо-западнее города Койвисто (Приморск, Ленинградская область). Умелая организация боя обеспечила успешное наступление дивизии. Был ранен в бою за Харанпян Ниеми. Был представлен к ордену Ленина. 
Указом Президиума Верховного Совета СССР от 21 марта 1940 года за умелое командование полком, образцовое выполнение боевых заданий командования и проявленные при этом геройство и мужество полковнику Михаилу Арсентьевичу Зашибалову присвоено звание Героя Советского Союза с вручением ордена Ленина и медали «Золотая Звезда» (№ 78).
С 14 мая 1940 по 30 июня 1941 года полковник Зашибалов командовал 86-й Казанской Краснознамённой стрелковой дивизией имени Президиума Верховного Совета Татарской АССР.

## Великая Отечественная война
В начале войны в прежней должности. Дивизия в составе 5-го стрелкового корпуса 10-й армии Западного фронта участвовала в Белостокско-Минском приграничном сражении юго-западнее Белостока. 27 июня полковник Зашибалов был ранен и госпитализирован, затем состоял в распоряжении командующего войсками Западного фронта. В конце августа он назначается командиром 134-й стрелковой дивизии. В составе 30-й, затем 29-й армий Западного фронта дивизия вела оборонительные бои западнее города Белый, затем была выведена в резерв фронта. С 3 октября она вошла в 19-ю армию и участвовала в Вяземской оборонительной операции, ведя бои в окружении. К 20 октября она сумела выйти из окружения, после чего была расформирована.
С ноября Зашибалов принял командование 60-й стрелковой дивизией, которая в составе 49-й армии Западного фронта участвовала в Тульских оборонительной и наступательной, Калужской наступательной операциях. В ходе последней её части освободили 10 населённых пунктов, в том числе Высокиничи. В январе 1942 года 60-я стрелковая дивизия находилась в резерве Ставки ВГК, затем с 8 февраля вела наступательные и оборонительные бои в составе 3-й армии Брянского фронта в районе Мценска, после чего перешла к обороне на достигнутом рубеже. 25 апреля полковник  Зашибалов был ранен и до 20 мая находился в госпитале, затем вновь командовал той же дивизией.
С ноября 1942 года он исполнял должность заместителя командующего группой резервных войск Брянского фронта, с января 1943 года был начальником отдела укрепрайонов штаба Брянского фронта. В мае назначается заместителем командующего 63-й армией. В этой должности принимал участие в Орловской, Брянской, Гомельско-Речицкой наступательных операциях. С декабря 1944 по март 1945 г. проходил обучение в Высшей военной академии им. К. Е. Ворошилова, затем состоял в распоряжении ГУК НКО.
В апреле 1943 года Михаилу Арсентьевичу было присвоено звание генерал-майора.
В июне 1945 года генерал-майор  Зашибалов был назначен заместителем командующего 53-й армией и направлен с ней на Дальний Восток. Здесь в ходе Советско-японской войны принимал участие в Хингано-Мукденской наступательной операции Забайкальского фронта.
Был тяжело ранен 2 раза и тяжело контужен 3 раза.

## Послевоенная карьера

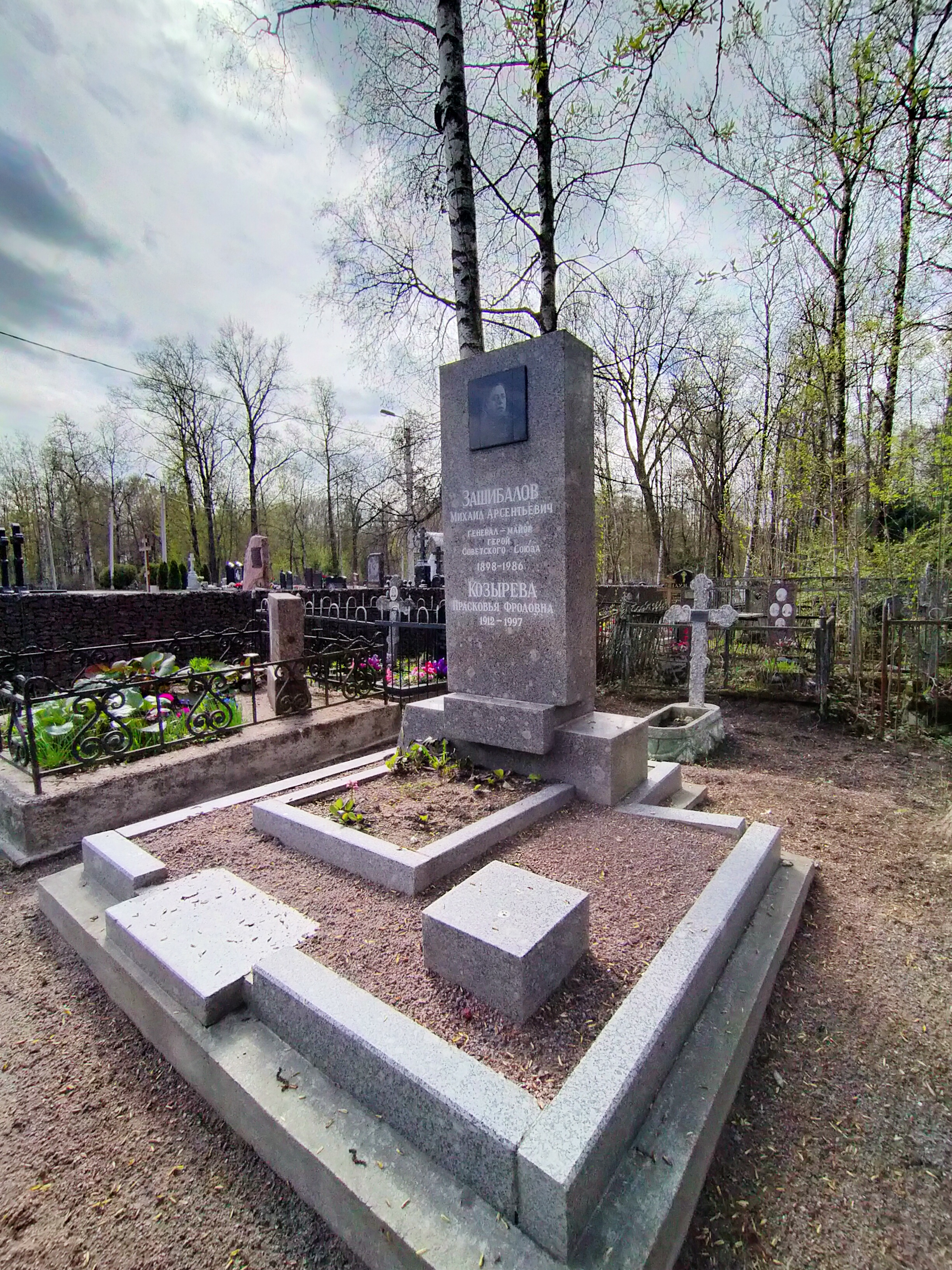
Могила М. А. Зашибалова на кладбище Памяти жертв 9-го января

После войны служил комендантом 22-го укрепрайона Ленинградского военного округа (с 12 февраля по 1 июня 1946 года). С июля 1946 года служил в Военной академии тыла и снабжения на должностях начальника кафедры оперативного искусства, начальника факультета оперативно-штабной работы, с октября 1952 года — начальником Высшей офицерской интендантской школы, с октября 1954 — начальником Курсов переподготовки и усовершенствования офицерского состава службы тыла.
В августе 1957 году генерал-майор М. А. 3ашибалов уволен в запас. Жил в Ленинграде. Умер 20 августа 1986 года. Похоронен на кладбище Памяти жертв 9-го января.

## Воинские звания
- Майор (20 марта 1936);
- Полковник (4 апреля 1938);
- Генерал-майор (21 апреля 1943).

## Награды
- Медаль «Золотая Звезда» Героя Советского Союза (22 марта 1940);
- два ордена Ленина (22 марта 1940, 21 февраля 1945 — за долголетнюю и безупречную службу в Красной Армии);
- два ордена Красного Знамени (3 ноября 1944, 24 июня 1948 — за долголетнюю и безупречную службу в Красной Армии);
- орден Суворова 2-й степени (27 августа 1943) — за умелое и мужественное руководство боевыми операциями и за достигнутые в результате этих операций успехи в боях с немецко-фашистскими захватчиками;
- орден Кутузова 2-й степени (31 августа 1945);
- орден Отечественной войны 1-й степени (11 марта 1985);
- медаль «За оборону Москвы» (1 мая 1944);
- другие медали[5].

### Почётные звания
- Почётный гражданин города Серпухова[4].

## Память
В посёлке городского типа Селижарово Тверской области установлен памятник.